# Паљијеричо (Арецо)
Паљијеричо је насеље у Италији у округу Арецо, региону Тоскана.
Према процени из 2011. у насељу је живело 72 становника. Насеље се налази на надморској висини од 438 м.